# Wielingen

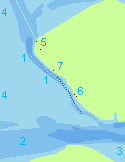
1. Oostgat
2. Wielingen
3. Westerschelde
4. Noordzee (Vlakte van de Raan)
5. Westkapelle met 2 vuurtorens en lichtlijn
6. Vuurtorens van Kaapduinen met lichtlijn
7. Lichtlijn van de lichtopstand Zoutelande in rood

De Wielingen is de zuidelijke hoofdgeul voor zeeschepen die naar de Westerschelde voert. Deze loopt niet ver van de Vlaamse kust, ongeveer van Wenduine tot Breskens. Verder naar het westen liggen de Vlaamse Banken voor de kust.

Vaargeulen (van west naar oost ) vanaf het diepwater gebied op de Noordzee langs de ankergebieden Westhinder en Oostdyck (waar de beloodsing plaatsvindt) naar de vaargeul met de naam Vaargeul, door Scheur naar Wielingen, en verder naar de Westerschelde.
De andere vaargeul voor zeeschepen vanuit de Noordzee naar de Westerschelde is via het Oostgat en de Sardijngeul, die vlak voor de zuidwestkust van Walcheren lopen.
Kleinere schepen (tot CEMT-klasse Va) kunnen via de Geul van de Walvischstaart, Geul van de Rassen, Spleet en Deurloo varen.

## Etymologie
De naam Wielingen betekent zoiets als: Wijde lange water.

## Betekenis
De Wielingen is pas in de 15e eeuw ontstaan en werd van toen af aan als scheepvaartroute naar Antwerpen gebruikt. Voor die tijd werd Antwerpen via de Oosterschelde bereikt.
De aanwezigheid van de geul heeft vermoedelijk ook de duinvorming voor de kust van West-Zeeuws-Vlaanderen mogelijk gemaakt, zodat deze pas betrekkelijk recent zijn ontstaan. De duinen zijn dan ook niet hoog en breed: het hoogste punt is + 17 meter hoog en ligt voor de Vlamingpolder bij Cadzand-Bad.

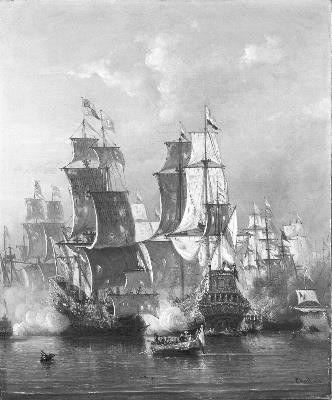
Anno 1666. De slag in de Wielingen

De Wielingen en de soevereiniteit daarover hebben vaak tot geschillen geleid tussen Nederland en België, vooral in de tijd vlak na de Belgische onafhankelijkheid, toen de verhoudingen tussen beide landen nog te wensen over lieten. Los daarvan moet ook tegenwoordig onderhoud, zoals baggerwerkzaamheden, worden uitgevoerd om de geul op diepte te houden. Besprekingen zijn dan gaande over de verdeelsleutel van de kosten ervan.
Het geulenstelsel in de Noordzee voor de kust is een dynamisch geheel. In de loop van de recente geschiedenis hebben er dan ook de nodige veranderingen plaatsgevonden. Menselijke ingrepen, zoals het Deltaplan en de aanleg van de Dam van Zeebrugge, kunnen ook van diepgaande invloed op het geulenpatroon in de Westerscheldemonding zijn.
Met behulp van kunstmatige middelen wordt getracht de scheepvaartwegen veilig bevaarbaar te houden.